# 5-Aminobenzimidazolon
5-Aminobenzimidazolon (Aminolon)  ist ein Benzimidazolon, das in 5-Stellung eine Aminogruppe trägt. Aminolon ist ein essentieller Molekülbaustein (engl. building block) für gelbe, orange, rote, violette und bordeauxfarben-braune Benzimidazolonpigmente, die sich durch hohe Lichtechtheit, Witterungs- und Lösungsmittelbeständigkeit sowie thermische und chemische Stabilität auszeichnen.

## Darstellung
Wegen der geringen Löslichkeit von 5-Aminobenzimidazol-2-on in gängigen Lösungsmitteln zur Umkristallisation und der hohen Reinheitsanforderungen an Pigmentvorstufen eignen sich nur solche Synthesewege, die unmittelbar zu einem hochreinen Produkt führen.
In der Patentliteratur ist eine Syntheseroute angegeben, die von 2,4-Dinitrochlorbenzol ausgeht, das mit Cyanamid zum entsprechenden Cyanamidderivat und weiter mit Wasser zu 2,4-Dinitrophenylharnstoff reagiert.
2,4-Dinitrophenylharnstoff wird unter definierten Bedingungen an einem Nickel-Kontakt zum Diamin hydriert und unter Ammoniakabspaltung zum 1,3-Dihydro-2H-benzimidazol-2-on cyclisiert. Die Gesamtausbeute der Reaktionsfolge beträgt ca. 81 %.
Die gängige Synthesevariante startet mit Benzimidazolon (aus 1,2-Phenylendiamin und Harnstoff), das mit Salpetersäure zum so genannten Nitrolon nitriert und anschließend mit einem Nickelkatalysator zu Aminolon hydriert wird.
Eine weitere kostengünstige Synthese geht von 5-Nitro-o-phenylendiamin aus. Die Umsetzung mit Phosgen ergibt das 5-Nitrobenzimidazolon, das zum 5-Aminobenzimidazolon reduziert wird.

## Eigenschaften
5-Aminobenzimidazolon ist ein weißer kristalliner Feststoff, der sich in Wasser praktisch nicht löst. Besser löslich ist das Amin in heißem Wasser und in Alkohol/Wasser-Gemischen bei erhöhter Temperatur, wie z. B. in heißem 50%igem Ethanol (ca. 120 g·l-1 bei 83 °C).

## Anwendungen
Die wesentliche Anwendung für Aminobenzimidazolon ist als Ausgangsstoff für Pigmente aus der Stoffklasse der Benzimidazolone, die ein breites Farbspektrum von gelb bis braun abdecken.
Stammverbindung von gelb bis orange gefärbten Benzimidazolonpigmenten ist das 5-Acetoacetylaminobenzimidazolon, das durch Reaktion von 5-Aminobenzimidazol-2-on mit Diketen erhalten werden kann. Das auch als Acetolon bezeichnete farblose Zwischenprodukt kann mit Diazoniumsalzen, wie z. B. durch Diazotierung von 2-Aminobenzotrifluorid, zu dem grünlich gelbem Azopigment Pigment Yellow 154 (P.Y. 154, Hostaperm®H3G) umgesetzt werden.
Pigmente auf Basis von 5-Aminobenzimidazol-2-on sind relativ teure, aber aufgrund ihres vorteilhaften Eigenschaftsprofils auch im Vergleich zu Chinacridonen, Perylenen oder Diketopyrrolopyrrolen wettbewerbsfähige Hochleistungspigmente.